# Vlag van Württemberg-Baden

Vlag van Württemberg-Baden

De vlag van Württemberg-Baden werd aangenomen in 1947, en is gebaseerd op de vlag van Duitsland en bestaat derhalve uit een zwart-rood-gele driekleur. In het midden van de vlag staat het wapen van Württemberg-Baden. In het wapen zijn elementen van de twee voorgangers samengevoegd: de rode streep op een gouden veld van het wapen van Baden en de drie hertengeweien van het wapen van Württemberg.
In 1952 ging Württemberg-Baden samen met Zuid-Baden en Württemberg-Hohenzollern op in de nieuwe deelstaat Baden-Württemberg, waardoor de vlag kwam te vervallen.